# Cybercultura
La cybercultura è un tipo di cultura di massa sviluppatasi dall'utilizzo della tecnologia nella vita quotidiana dell'essere umano, soprattutto grazie alla comunicazione mediata dal computer, ad internet ed all'E-business.

## Descrizione
Dal momento che i confini della cybercultura sono difficili da definire, il termine è usato in modo molto flessibile, e la sua applicazione a circostanze specifiche può essere controversa. Esso generalmente si riferisce almeno alle culture delle comunità virtuali, ma si estende a un ampio raggio di materie culturali correlate ai temi cibernetici, e la percepita o predetta cyborgizzazione del corpo umano e della società umana stessa. Esso può anche abbracciare movimenti e associazioni intellettuali e culturali, tipo la teoria cyborg e il cyberpunk, o fenomeni di moda e musicali, come il cybergoth. Il termine sempre incorpora almeno un'implicita anticipazione del futuro.
Di base si può dire che la cybercultura comprende livelli sociali e culturali di interazione uomo-computer implicati in quello che a livello popolare è chiamato il cyberspazio (un neologismo coniato dall'autore cyberpunk William Gibson) e cipherspace (la versione cifrata del cyberspazio). Si tratta di un vasto movimento sociale e culturale strettamente legato all'avanzare della scienza dell'informazione e all'information technology, del loro emergere, svilupparsi e crescere fino a divenire fenomeno sociale e culturale in vista tra gli anni sessanta e gli anni novanta. Numerosi concetti specifici della cybercultura sono stati formulati da autori quali Lev Manovich, Pierre Lévy, Margaret Morse, Arturo Escobar e Fred Forest.
La maggior parte di questi concetti tuttavia si concentrano solo su determinati aspetti, e non li coprono in gran dettaglio. Alcuni autori che intendevano giungere ad una conoscenza più comprensibile distinguono tra la vecchia e la contemporanea cybercultura (Jakub Macek), o tra la cybercultura come contesto culturale di informazione tecnologica e cybercultura (più specificatamente studi sulla cybercultura) come "un particolare approccio allo studio del complesso 'cultura + tecnologia'" (David Lister et al.).
La "vecchia" cybercultura (dall'inizio degli anni sessanta alla prima metà degli anni novanta) si sviluppò al di fuori della società e cultura dominante (o in un qualche tipo di relazione dialettica con essa). Questa prima cybercultura produsse le proprie rappresentazioni in un mondo in cui stava emergendo un'avanzata scienza e tecnologia dell'informazione. La cybercultura contemporanea può essere compresa, da un lato, come una serie di pratiche culturali che ci permettono di avere a che fare con nuove forme di informazione, e, dall'altro lato, come i segmenti della società civile che formano un'opposizione  agli interessi governativi e commerciali nella scienza e tecnologia dell'informazione.
Prendendo spunto dalla prima definizione sistematica del concetto di cultura di Edward Burnett Tylor del 1871 esposta nell'apertura del saggio Primitive Culture:
Parafrasando Tylor, Vincenzo Bitti la definisce in questo modo:

## Gli studi nel settore
Il campo degli studi sulla cybercultura esamina gli argomenti finora esposti, comprese le comunità che emergono all'interno di spazi cablati sostenuti dall'uso della moderna tecnologia. Gli studenti di cybercultura si impegnano in discussioni su temi di politica, filosofia, sociologia e psicologia che scaturiscono dall'interazione attraverso i network di esseri umani con altri esseri umani che agiscono all'interno di varie relazioni con la scienza e la tecnologia dell'informazione. Il campo si è sviluppato in numerose istituzioni educative, con la European Graduate School la quale è stata una delle più importanti e dedicate, poiché le sue facoltà contengono molto personale che ha lavorato in campi di pensiero molto strettamente correlati.
Alcuni tra i teorici e critici che hanno prodotto lavori rilevanti che riguardano, o che hanno influenzato, la cybercultura sono Donna Haraway, Sadie Plant, Manuel De Landa, Bruce Sterling, Hendrik Speck, Kevin Kelly, Wolfgang Schirmacher, Victor J.Vitanza, Gregory Ulmer, Charles D. Laughlin e Jean Baudrillard.